# Tibet-Yak
Der Tibet-Yak ist eine Rasse des Hausyaks.

## Eigenschaften
Da die gezielte Züchtung beim Yak noch nicht sehr weit fortgeschritten ist, weisen Yak-Rassen insgesamt weniger rassetypische Eigenschaften auf, als dies beispielsweise bei europäischen Landrinderrassen in der Mitte des 19. Jahrhunderts der Fall war. Daher sind phänotypische Unterschiede beim Hausyak vor allem durch die geographische Trennung weit auseinanderliegender Standorte zu erklären. Der Tibet-Yak wird vor allem im Südosten Tibets gehalten. Die Region ist ein traditionelles Yak-Haltegebiet. 
Verglichen mit anderen Yak-Rassen wie beispielsweise dem Weißen Tianzhu-Yak oder dem Gannan-Yak handelt es sich um keine besondere Leistungsrasse. Die Yaks werden auf Hochgebirgswiesen und Gebirgsweiden gehalten, die häufig an Überweidung leiden. Tibet-Yaks sind daher verhältnismäßig leicht und haben keine besonderen Leistungsmerkmale. Die Körperfarbe ist überwiegend schwarz. Acht Prozent aller Tibet-Yaks sind hornlos. 